# Erna Möller
Erna Birgitta Irmgard Möller (* 14. März 1940 in Stockholm, Schweden) ist eine schwedische Medizinerin und Hochschullehrerin. Sie ist emeritierte Professorin für klinische Immunologie.

## Leben und Werk
Möller begann 1964 in der Forschungsgruppe des Chirurgen Curt Franksson am Serafimerlasarettet mit der Durchführung von Nierentransplantationen und begleitete diese Gruppe dann an das Karolinska-Universitätskrankenhaus. 1966 promovierte sie am Karolinska-Institut und wurde dort 1987 Professorin für klinische Immunologie an der Abteilung für Labormedizin. Seit 2007 ist sie emeritierte Professorin.
Ihre Forschung hat zu sichereren klinischen Organtransplantationen wie Nieren beigetragen, aber auch zu Stammzelltransplantationen. Ihre wissenschaftlichen Erkenntnisse haben zum Verständnis einer Reihe von Genen beigetragen. Diese Gene steuern die immunologische Reaktionen nicht nur bei Transplantationen, sondern sind von entscheidender Bedeutung für die Regulierung von Immunreaktionen wie beispielsweise dem Risiko verschiedener Autoimmunerkrankungen.
Sie ist Vorsitzende der Graduiertenschule des Karolinska-Instituts, Vorsitzende des Forschungsausschusses des Universitätskrankenhauses Huddinge, Vorsitzende des Ausschusses für Mikrobiologie, MRC und Mitglied des MRC-Vorstands, Mitglied des Fakultätsvorstands des Karolinska-Instituts. Sie war von 1995 bis 1999 Direktorin beim Pharmaunternehmen Astra (Schweden), von 1999 bis 2007 Direktorin bei AstraZeneca PLC (Großbritannien), von 2008 bis 2011 Vorstandsmitglied des Europäischen Instituts für Innovation und Technologie (EIT) und seit 2008 Vorsitzende der S:ta Katharinastiftelsen (Katharina-Stiftung). Sie war im Vorstand der Stiftung von Knut und Alice Wallenberg aktiv.

## Auszeichnungen und Ehrungen (Auswahl)
- Mitglied der Königlich Schwedischen Akademie der Wissenschaften
- Mitglied der Königlich Schwedischen Akademie der Ingenieurwissenschaften
- Von 1987 bis 2009: Mitglied der Nobelversammlung (Physiologie oder Medizin)
- 2006: Vizevorsitzende der Nobelversammlung
- 2007: Vorsitzende der Nobelversammlung
- 1995: Ehrendoktorwürde der Universität Turku[5]
- Ehrendoktorwürde der Universität Helsinki
- Ehrenmitglied der Skandinavischen Gesellschaft für Immunologie
- 2005: Ritter des Finnischen Ordens der Weißen Rose Goldmedaille (12. Größe am blauen Band)
- Am Karolinska-Institut wurde ein Hörsaal ihr zu Ehren Erna Möllersalen benannt[6]
- 2013: ordentliches Mitglied der Päpstlichen Akademie der Wissenschaften

## Veröffentlichungen (Auswahl)
- mit G. Möller: Quantitative studies of the sensitivity of normal and neoplastic mouse cells to the cytotoxic action of isoantibodies. In: J. Exp. Med. 115, 1962, S. 527–552.
- Contact-induced cytoitoxicity by lymphoid cells containing foreign isoantigens. In: Science 147, 1965, S. 873–879.
- mit C. Söderberg-Nauclér, S. Sumitran-Karuppan: Role of alloimmunity in clinical transplantation. In: Rev. Immunogenetics 1, 1999, S. 309–322.
- mit E. Lindeborg, M. Kumagai-Braesch: Phenotypic and functional characterization of human T cell clones indirectly activated against adult pig islet cells. Xenotransplantation 13(1), 2006, S. 41–52.